# Enis Maljici
Enis Maljici, född 5 april 1994, är en svensk fotbollsspelare (mittfältare) som spelar för Kortedala IF i Division 4. Han har även spelat futsal för Gothia FF.

## Karriär
Maljici tog steget upp till Gais A-lag inför säsongen 2012. Han lånades i juli 2013 ut för resten av säsongen till Lärje/Angereds IF. Efter lånesejouren lämnade han Gais.
I januari 2017 gick Maljici till Kortedala IF. Han spelade 16 matcher och gjorde ett mål i Division 3 säsongen 2017. Säsongen 2018 spelade Maljici 16 matcher och gjorde fyra mål i Division 4. Säsongen 2019 spelade han 12 matcher och gjorde fyra mål.